# Liste der Biografien/Duq
Liste der Biografien |
Portal Biografien |
Personensuche
# |
A |
B |
C |
D |
E |
F |
G |
H |
I |
J |
K |
L |
M |
N |
O |
P |
Q |
R |
S |
T |
U |
V |
W |
X |
Y |
Z |
?
 
Da |
Db |
Dc |
Dd |
De |
Dg |
Dh |
Di |
Dj |
Dk |
Dl |
Dm |
Dn |
Do |
Dq |
Dr |
Ds |
Du |
Dv |
Dw |
Dy |
Dz
 
Dua |
Dub |
Duc |
Dud |
Due |
Duf |
Dug |
Duh |
Dui |
Duj |
Duk |
Dul |
Dum |
Dun |
Duo |
Dup |
Duq |
Dur |
Dus |
Dut |
Duu |
Duv |
Duw |
Dux |
Duy |
Duz
Die Liste der Biografien führt alle Personen auf, die in der deutschsprachigen Wikipedia einen Artikel haben. Dieses ist eine Teilliste mit 38 Einträgen von Personen, deren Namen mit den Buchstaben „Duq“ beginnt.

## Duq

### Duqa
- Duqaq, seldschukischer Herrscher von Damaskus

### Duqo
- Duqom, Jaklein al- (* 1964), jordanische Tischtennisspielerin

### Duqu
- Duque Correa, Jaime Enrique (1943–2013), kolumbianischer Ordensgeistlicher und Bischof von El Banco
- Duque de Estrada, Hernan († 1551), spanischer Diplomat, spanischer Gesandter in England (1499 und 1502–1504)
- Duque Estrada, Joaquim Osório (1870–1927), brasilianischer Dichter und Journalist
- Duque Gutiérrez, Tulio (* 1935), kolumbianischer Ordensgeistlicher, emeritierter Bischof von Pereira
- Duque Hencker, María Berenice (1898–1993), kolumbianische römisch-katholische Ordensfrau und Ordensgründerin, Selige
- Duque Jaramillo, Fabio (1950–2022), kolumbianischer Ordensgeistlicher, römisch-katholischer Bischof von Garzón
- Duque Mariño, Mariana (* 1989), kolumbianische Tennisspielerin
- Duque, Abe (* 1968), US-amerikanischer DJ und Musikproduzent
- Duque, Antonio (* 1939), mexikanischer Radrennfahrer
- Duque, Francisco (* 1957), philippinischer Politiker und Mediziner
- Duque, Iván (* 1976), kolumbianischer Politischer Chef der Vereinigten Bürgerwehren Kolumbiens (AUC), Rechtsanwalt und PolitikerIván Duque (* 1976)

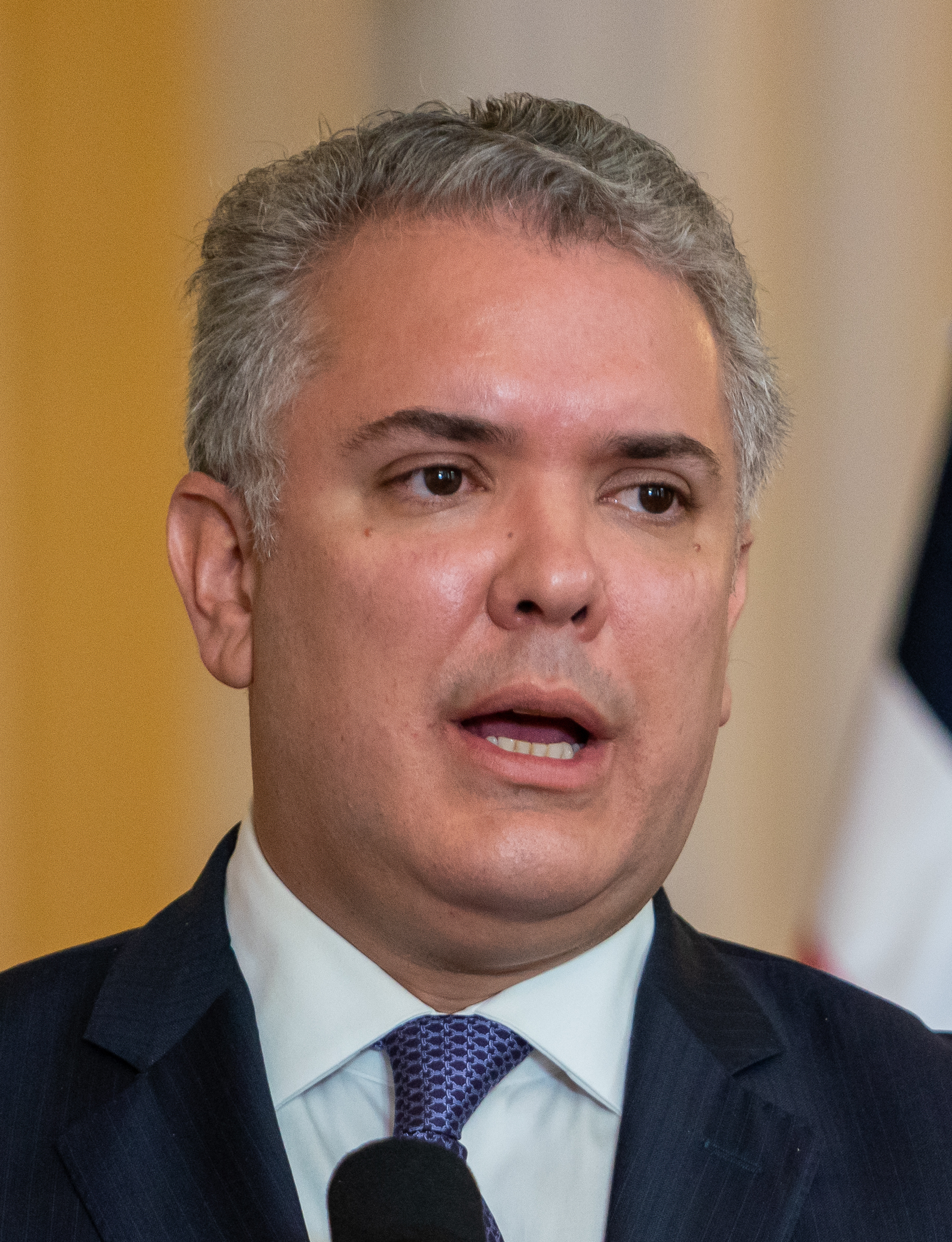
Iván Duque (* 1976)

- Duque, Leonardo (* 1980), kolumbianischer Radrennfahrer
- Duque, Orlando (* 1974), kolumbianischer Klippenspringer und ehemaliger Kunst- und Turmspringer
- Duque, Pedro Francisco (* 1963), spanischer Astronaut
- Duque, Víctor (* 1958), uruguayischer Fußballspieler
- Duque-Thüs, Rhinaixa (* 1970), deutsche Botanikerin
- Duquemin, Len (1924–2003), englischer Fußballspieler
- Duquende (* 1965), spanischer Flamenco-Sänger
- Duquenne, Pascal (* 1970), belgischer Theater- und Filmschauspieler
- Duquennoy, Jimmy (1995–2018), belgischer Radrennfahrer
- Duquesne de Menneville, Michel-Ange († 1778), Admiral und französischer Generalgouverneur von Neufrankreich
- Duquesne, Abraham († 1688), französischer Marineoffizier
- Duquesne, Albert (1890–1956), kanadischer Schauspieler
- Duquesne, Antoine (1941–2010), belgischer Politiker (MR), MdEP
- Duquesne, Fritz Joubert (1877–1956), südafrikanischer Abenteurer und Spion
- Duquesne, Henri (1652–1722), französischer Kapitän und Hugenotte
- Duquesne, Jacques (1940–2023), belgischer Fußballtorhüter
- Duquesne, Lucien (1900–1991), französischer Langstrecken- und Hindernisläufer
- Duquesne, Philippe (* 1960), französischer Schauspieler und KomikerPhilippe Duquesne (* 1960)

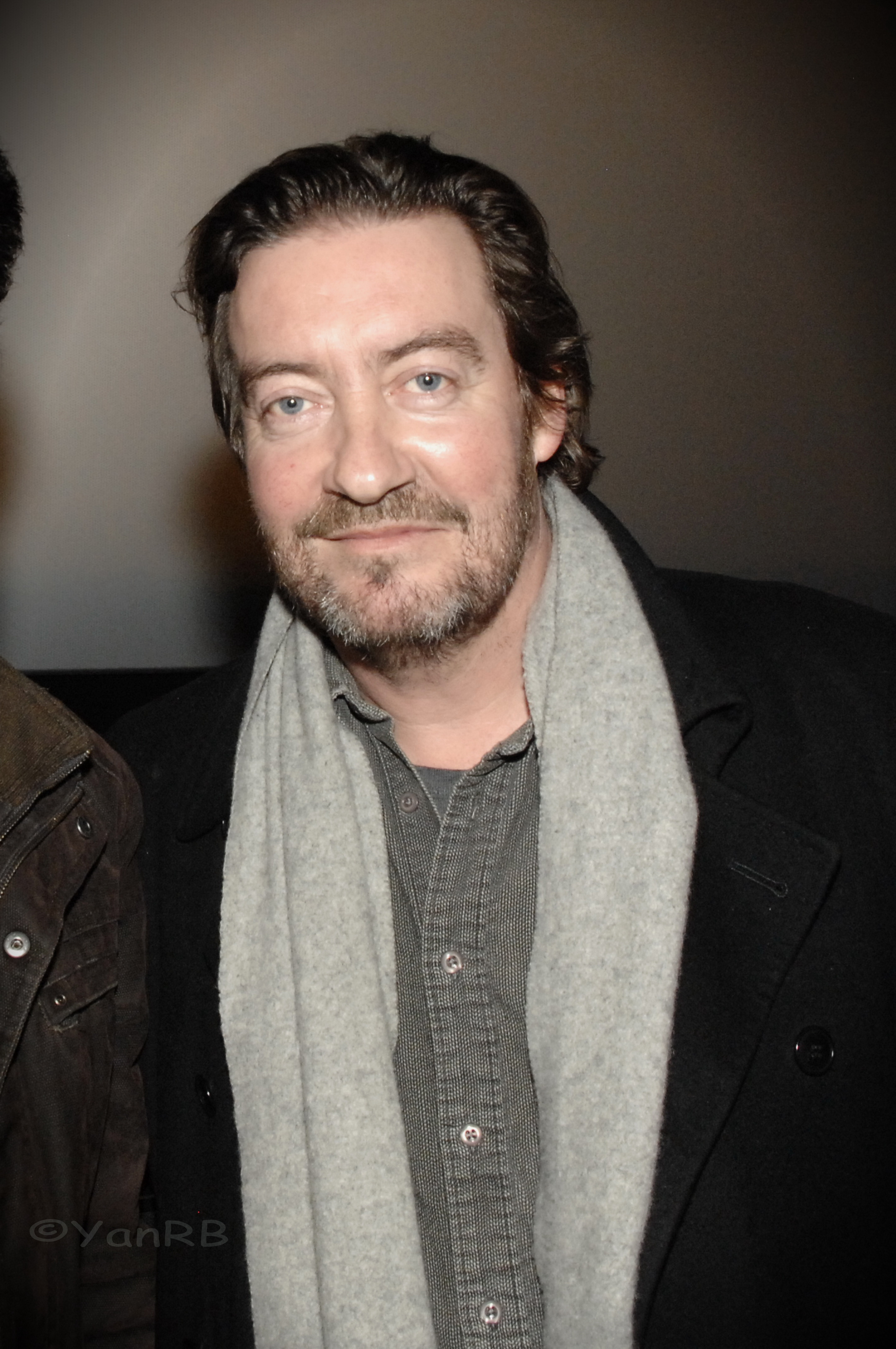
Philippe Duquesne (* 1960)

- Duquesnoy, François (1597–1643), flämischer Bildhauer, tätig in Rom
- Duquesnoy, Hiëronymus der Jüngere († 1654), Bildhauer und Architekt
- Duquette, Charles (1869–1937), kanadischer Manager und Politiker
- Duquette, Ellsworth (1862–1922), kanadischer Sänger
- Duquette, Jean A. (1853–1902), kanadischer Geiger, Bratschist und Musikpädagoge
- DuQuette, Lon Milo (* 1948), US-amerikanischer Okkultist und Autor
- Duquette, Raoul (1879–1962), kanadischer Cellist und Musikpädagoge